# Aşağıalagöz, Kızılırmak
Aşağıalegöz là một xã thuộc huyện Kızılırmak, tỉnh Çankırı, Thổ Nhĩ Kỳ. Dân số thời điểm năm 2010 là 396 người.